# Galeodes festivus
Espèce
Galeodes festivus est une espèce de solifuges de la famille des Galeodidae.

## Distribution
Cette espèce est endémique d'Iran.

## Description
Le mâle holotype mesure 42 mm.
Le mâle décrit par Roewer en 1934 mesure 42 mm et la femelle 48 mm.

## Publication originale
- Hirst, 1908 : On some Oriental Solifugae, with descriptions of new forms. Records of the Indian Museum, vol. 2, no 3, p. 241-247 (texte intégral).